# Гніздка
Гніздка — річка в Україні, ліва притока Самари. Інші назви — Гніздище, Гниюка.
Протікає у межах міста Павлоград, з'єднує річки Вовча та Самара, в деяких джерелах зазначена як лівий рукав Вовчої. Довжина річки у межах міста становить майже чотири кілометри. Походження назви пояснюється тим, що, що на берегах річки раніше гніздувалося багато птахів.
Річка належать до рівнинного типу. Русло річки звивисте, долина широка (1,5 — 12 км), схили пологі, течія повільна. Річка живиться талими і дощовими водами. Повінь відбувається навесні, в період танення снігу. Влітку річка значно міліє, інколи пересихає. По берегах річки зростає очерет, поверхня вкрита ряскою.

## Екологічні проблеми
Річка використовується як колектор для скидання очищених стічних вод міста та «хвостів» гірничозбагачувальних підприємств.
В долині річки виявлена значна заболоченість.